# Calyptra minuticornis
Papillon vampire
Espèce
Calyptra minuticornis, le Papillon vampire, est une espèce de papillons de la famille des Erebidae.

## Répartition
Cette espèce se rencontre en Indonésie, à Java, en Inde, au Sri Lanka et en Australasie.

## Description
Son envergure est d'environ 50 mm. Les antennes du mâle sont finement ciliées. Ailes antérieures à marge extérieure arrondie. Tête et thorax brun rougeâtre pâle et abondamment irrités de gris. Abdomen pâle et fusceux. Ailes antérieures brun-rouge pâle avec des reflets argentés et de nombreuses fines stries pâles. Il y a des traces de lignes obliques sous-basales, antémédiales et médiales. Une ligne roux s'étend du sommet jusqu'à la marge intérieure au-delà du milieu. Une série de taches submarginales présentes. Ailes postérieures pâles fusceuses et cils blanchâtres. Larve gris olive avec une série sous-dorsale de taches jaunes bordées de noir. Une série sous-latérale de taches entourée du quatrième somite par une ligne noire bordée de rose. Tête ocre, avec des taches noires latérales appariées. Pattes rose pâle.
La chenille se nourrit des espèces Stephania japonica, Cissampelos, Cocculus et Cyclea. Il se nymphose dans un cocon entre des feuilles mortes jointes dans des débris du sol. L'adulte est un perceur de fruits et on a également observé qu'il perçait la peau de buffles, de zébus, de tapirs et même d'humains dans les laboratoires pour sucer le sang,.

## Liste des sous-espèces
Selon GBIF (10 avril 2024) :
- Calyptra minuticornis bisacutum (Guenée, 1852)
- Calyptra minuticornis minuticornis (Guenée, 1852)

## Classification
Le nom valide complet (avec auteur) de ce taxon est Calyptra minuticornis (Guenée, 1852).
L'espèce a été initialement classée dans le genre Calpe sous le protonyme Calpe minuticornis Guenée, 1852.
Cette espèce porte le nom vernaculaire de Papillon vampire.
Calyptra minuticornis a pour synonymes :
- Calpe minuticornis Guenée, 1852
- Calpe novaepommeraniae Strand, 1919